# Leptotes harryphillipsii
Leptotes harryphillipsii är en orkidéart som beskrevs av Eric Alston Christenson. Leptotes harryphillipsii ingår i släktet Leptotes och familjen orkidéer. Inga underarter finns listade i Catalogue of Life.

## Bildgalleri

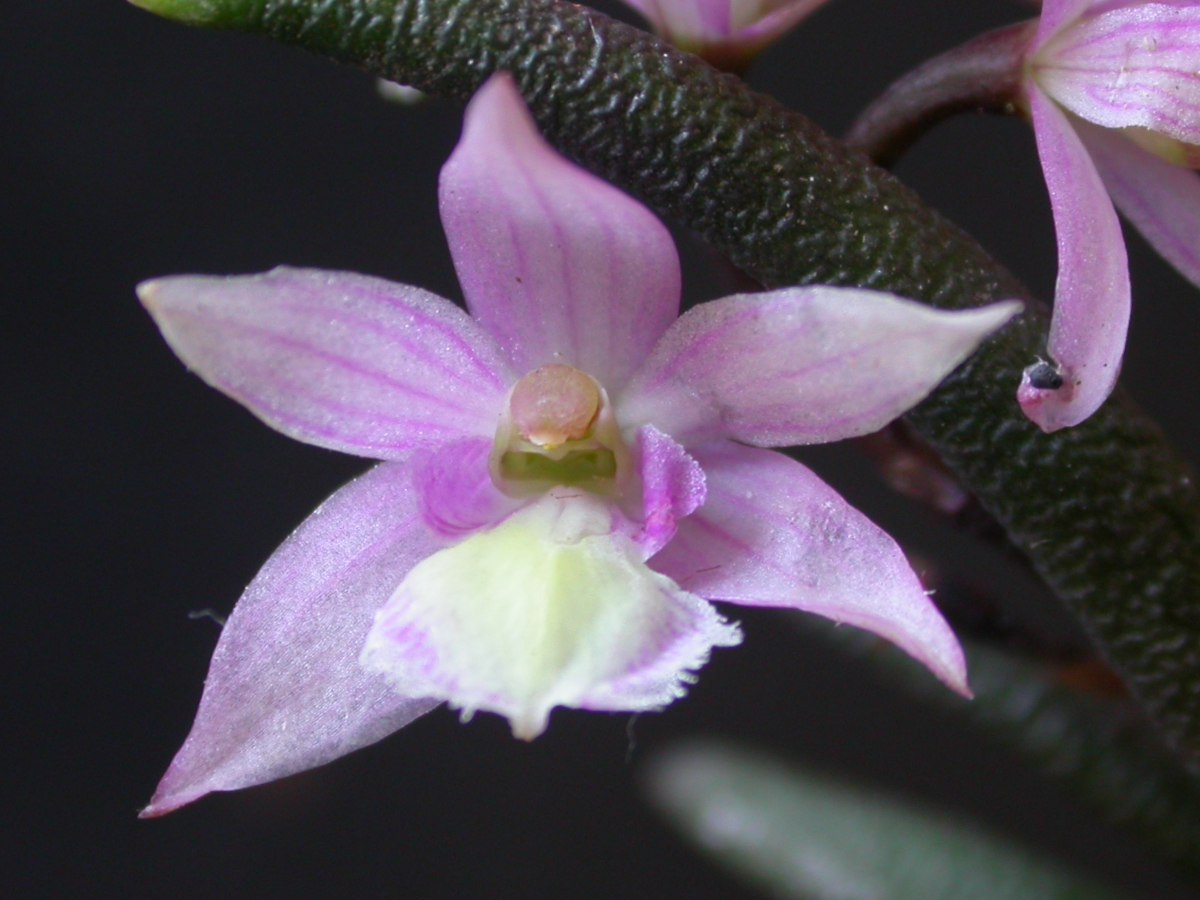
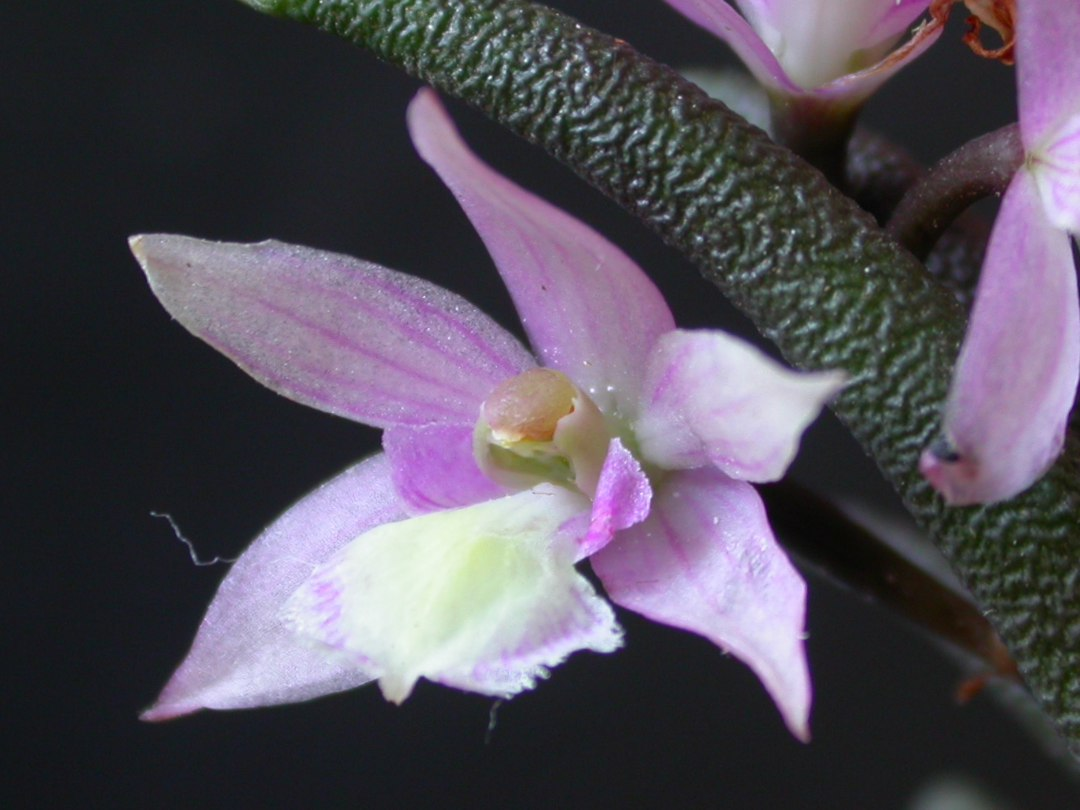
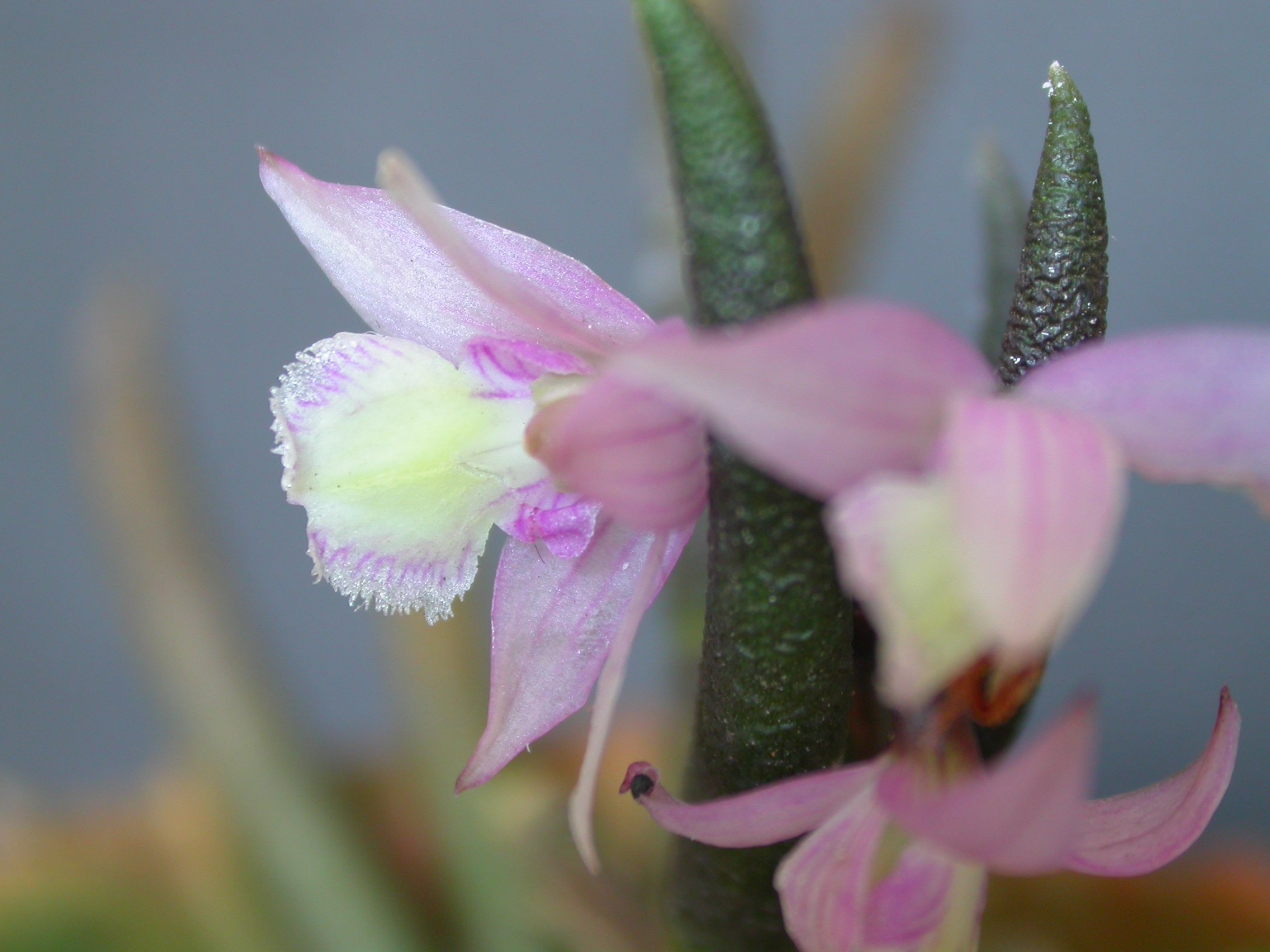